# De Ganzenvijver
De Ganzenvijver (Frans: Stade du Vivier d'Oie) is een stadion in de Belgische gemeente Ukkel in het Brussels Hoofdstedelijk Gewest. Het stadion ligt in de wijk Diesdelle (Frans: Vivier d'Oie) aan de rand van het Zoniënbos. In de eerste helft van de 20ste eeuw speelde hier de voetbaltak van Racing Club de Bruxelles, het sportcomplex wordt momenteel gebruikt voor de tennistak en de hockeytak van de club. De betonnen tribune van De Ganzenvijver is, voor zover bekend, de oudste bestaande betonnen tribune van het Europese vasteland.

## Geschiedenis

### Bouw van De Ganzenvijver
Eind 19e eeuw werd Racing Club opgericht. De club speelde in haar beginjaren in Koekelberg en verhuisde daarna naar het velodroom van Longchamps aan het Langeveld in Ukkel. In 1901 besloot de club, die op dat moment een van de topclubs van België was, een nieuw stadion te bouwen en in 1902 verhuisde de club naar Diesdelle. De club betrok een stadion  met bijgebouw en clubhuis. Het pronkstuk was een tribune, die werd opgetrokken in gewapend beton. Dit was een voor die tijd innovatieve techniek, die alleen in stadions in Engeland gebruikt werd. Het was een van de eerste overdekte tribunes die niet in hout was opgetrokken.

### Bijzondere interland
Op 1 mei 1904 werd in De Ganzenvijver de eerste interland van de Belgische nationale voetbalploeg en de Franse nationale voetbalploeg gespeeld. Het is volgens de FIFA ook de eerste officiële interland die gespeeld is. De wedstrijd werd door 1.500 mensen bezocht en eindigde in een 3-3 gelijkspel.

### Latere periode
Het stadion kwam de Eerste Wereldoorlog ongeschonden door en na de oorlog besloot de Racing Club om er ook hockeywedstrijden te laten spelen. In 1923 ontwierp de Ukkelse architect Fritz Seeldraeyers een cottage, dat in datzelfde jaar gebouwd werd. Tijdens het Interbellum werd de versierde betonnen toegangspoort opgetrokken met het opschrift "ROYAL RACING CLUB DE BRUXELLES". Na de Tweede Wereldoorlog promoveerde de voetbaltak van de club naar het hoogste voetbalniveau en kon De Ganzenvijver de toestroom van toeschouwers niet meer aan. De club besloot de atletiek- en voetbalsectie naar het nieuw te bouwen Drie Lindenstadion in Watermaal-Bosvoorde te verhuizen. De voetbalsectie kwam in 1963 in financiële problemen, splitste zich van Racing Club de Bruxelles af en fuseerde met een andere club. De hockey- en tennissectie bleven in De Ganzenvijver spelen. In 1963 werd een nieuw clubhuis gebouwd. In 2010 werd De Ganzenvijver als monument aangewezen.